# Схід червоного сонця
Схід червоного сонця (англ. Red Sun Rising) — американський бойовик 1994 року.

## Сюжет
Жорстокий вбивця-якудза вбиває в Кіото напарника поліцейського Томаса Хошино за допомогою так званого легендарного «дотику смерті». Щоб помститися, поліцейський відправляється за ним до Америки, де якудза розгортають торгівлю зброєю, нацьковуючи вуличні банди. Пройшовши завершальний курс навчання кунфу у свого старого вчителя, Хошино тепер може битися з ворогом.

## У ролях
- Дон «Дракон» Вілсон — Томас Хошино
- Террі Фаррелл — детектив Карен Райдер
- Мако — Бунторо Іга
- Майкл Айронсайд — капітан Мейслер
- О Сун Тек — Ямата
- Едвард Альберт — Деклін
- Джеймс Лью — Яхо
- Стоуні Джексон — Гамаль
- Юдзі Окумото — Юдзі
- Джеймс Хетч — Рей
- Форрі Сміт — Стів
- Пітер Марк Васкес — Гектор
- Жаклін Обрадорс — Рита
- Леонард О. Тернер — член ради Ройс
- Діана Ліпарі — журналістка
- Кен Давітян — таксист
- Джуді Ліа — секретар
- Джо Курода — кіотський капітан поліції
- Тошіро Обата — Ойабан
- Говард Джексон — найманець
- Шешоні Холл — Айсман
- Арт Камачо — Маліто
- Ендрю Валдрон — бармен
- Кеннет Бенжамін — детектив
- Стів Бертон — клієнт бару
- Шарлін Паоло — Маріко
- Леіза Шерідан — Кеті
- Пабло Велазкес — Муньос
- Мері Сум — жінка Ойабана
- Ді Коллінз — жінка Айсмана
- Інносент Ейк — водій Айсмана
- Йонас Йоханнес — Ванваренберг